# Lecythis lurida
El jarana (Lecythis lurida) es una especie de árbol grande, endémico de Brasil, en los Estados de Espíritu Santo y de Bahía.

## Nombres comunes
- Jarana, inuíba, sapucaiú.

## Descripción
Alcanza de 12-18 m de altura, con tronco de 4-6 dm de diámetro; corteza fisurada. Hojas simples, glabras, de 12-16 cm x 4-6 cm; frutos indehiscentes, muy apreciados por roedores.
Tolera áreas abiertas, y mucha sequía.

## Usos
Madera castaña clara a rojo sangre; seca, salmón rosa a castaño rojizo; albura amarilla. Densidad pesada, de 850-930 kg/m³, dura, de gran resistencia mecánica, aspecto de fibras delicadas; apta para carpintería, durmientes, construcciones pesadas
Interesante como ornamental, su copa es umbelífera, follaje brillante.